# Crucescharellina aster
Crucescharellina aster är en mossdjursart som beskrevs av Gordon och Jean-Loup d'Hondt 1997. Crucescharellina aster ingår i släktet Crucescharellina och familjen Biporidae. Inga underarter finns listade i Catalogue of Life.